# فرانك فوربس
فرانك فوربس (بالإنجليزية: Frank Forbes)‏ هو لاعب كرة قاعدة أمريكي، ولد في 30 مارس 1891 في فيلادلفيا في الولايات المتحدة، وتوفي بنفس المكان في 19 أبريل 1983.